# Dàmalis
Dàmalis (Δάμαλις) fou la dona del general atenenc Cares (Chares). Va acompanyar el seu espòs i mentre estava estacionat amb la flota prop de Bizanci va morir. Es diu que fou enterrada en una ciutat propera que va agafar el nom de Dàmalis, i fou honorada amb un monument.